# Poliodestra flavidentula
Poliodestra flavidentula là một loài bướm đêm trong họ Noctuidae.